# Louisiana (Missouri)
Louisiana – miasto w Stanach Zjednoczonych, w stanie Missouri, w hrabstwie Pike.
Urodziła się tutaj Emily Harrison, amerykańska aktorka.